# Elezioni generali nel Regno Unito del 1918
Le elezioni generali nel Regno Unito del 1918 si svolsero il 14 dicembre e furono convocate subito dopo l'armistizio con la Germania che pose fine alla prima guerra mondiale; fu la prima elezione generale a tenersi in un unico giorno, anche se il conteggio dei voti non ebbe luogo fino al 28 dicembre per via del tempo necessario per trasportare i voti dei soldati che prestavano servizio all'estero.
Le elezioni risultarono in una vittoria travolgente per il governo di coalizione di David Lloyd George, che aveva sostituito Herbert Henry Asquith come Primo Ministro nel dicembre 1916 durante la guerra.
Fu la prima elezione che si tenne dopo il Representation of the People Act 1918 e pertanto furono le prime elezioni in cui le donne di almeno 30 anni e tutti gli uomini sopra i 21 anni poterono votare. In precedenza, tutte le donne e gli uomini meno abbienti erano esclusi dal voto.
Le elezioni furono notevoli per i risultati drammatici del voto in Irlanda, che mostrò chiara disapprovazione per le politiche del governo; il Partito Parlamentare Irlandese fu quasi completamente spazzato via dall'intransigente e repubblicano Sinn Féin, che rifiutò di occupare i propri seggi a Westminster, prendendo posto invece nel First Dáil. La guerra d'indipendenza irlandese ebbe inizio poco dopo le elezioni del 1918.

## Risultati

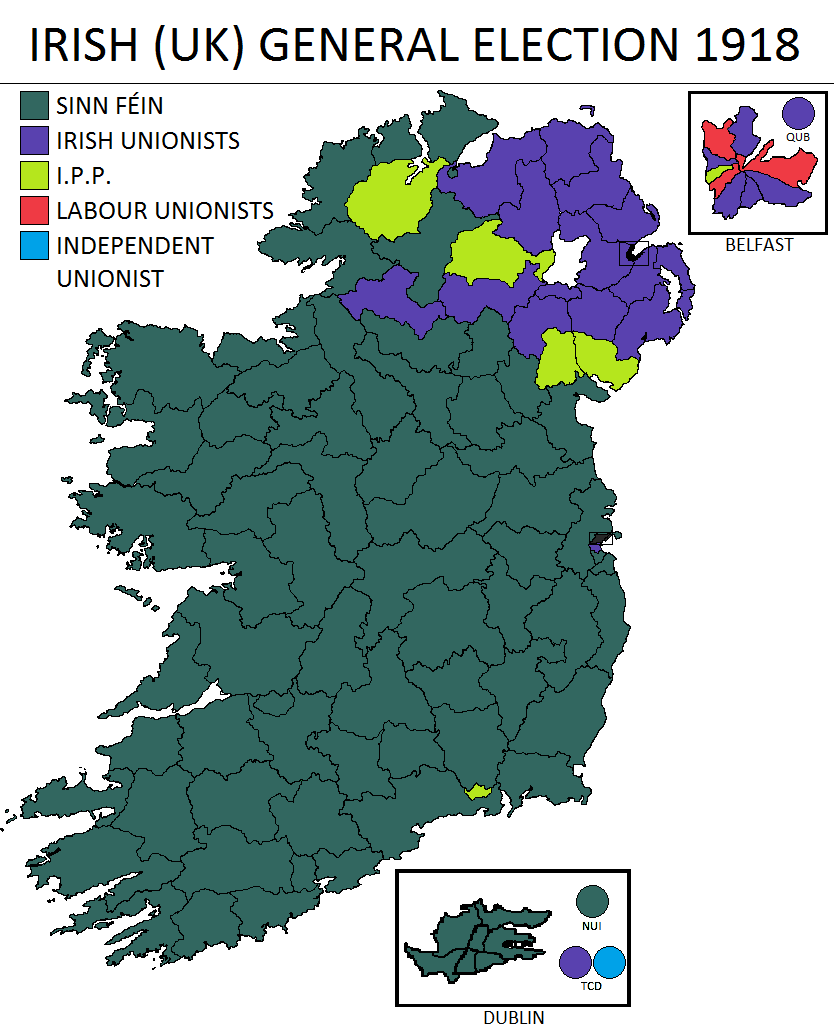
Risultati in Irlanda; i deputati di Sinn Féin non occuparono i loro seggi alla Camera dei Comuni, ma costituirono invece il Dáil Éireann.

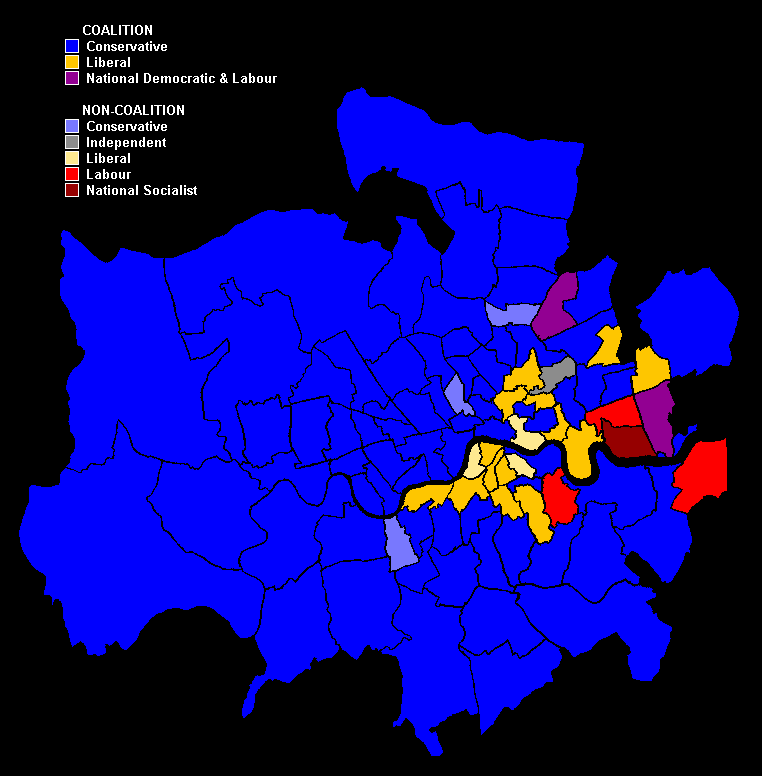
Risultati a Londra

Risultati in Scozia

| Liste                 | Liste                                | Voti                  | %                     | Seggi                 | Variazione seggi      |                       |
| Governo di Coalizione | Governo di Coalizione                | Governo di Coalizione | Governo di Coalizione | Governo di Coalizione | Governo di Coalizione | Governo di Coalizione |
| --------------------- | ------------------------------------ | --------------------- | --------------------- | --------------------- | --------------------- | --------------------- |
|                       | Coalizione Conservatrice             | 3.393.167             | 32,5%                 | 332                   | 332                   |                       |
|                       | Coalizione Liberale                  | 1.318.844             | 12,6%                 | 127                   | 127                   |                       |
|                       | Coalizione Nazionale Democratica     | 156.834               | 1,5%                  | 9                     | 9                     |                       |
|                       | Coalizione Laburista                 | 40.641                | 0,4%                  | 4                     | 4                     |                       |
|                       | Coalizione Indipendente              | 9.724                 | 0,1%                  | 1                     | 1                     |                       |
|                       | Governo di coalizione (totale)       | 4.918.750             | 47,1%                 | 473                   |                       |                       |
| Opposizione           |                                      |                       |                       |                       |                       |                       |
|                       | Partito Laburista                    | 2.717.230             | 13,0%                 | 36                    | 6                     |                       |
|                       | Partito Liberale                     | 1.355.398             | 1,2%                  | 3                     | 6                     |                       |
|                       | Partito Conservatore                 | 610.681               | 5,9%                  | 47                    | 224                   |                       |
|                       | Sinn Féin                            | 476.458               | 4,6%                  | 73                    | 73                    |                       |
|                       | Partito Parlamentare Irlandese       | 226.498               | 2,2%                  | 6                     | 67                    |                       |
|                       | Indipendenti laburisti               | 116.322               | 1,1%                  | 2                     | 2                     |                       |
|                       | Indipendenti                         | 105.261               | 1,0%                  | 2                     | 2                     |                       |
|                       | Partito Nazionale                    | 94.389                | 0,9%                  | 2                     | 2                     |                       |
|                       | NFDDSS                               | 67.548                | 0,6%                  | 0                     | 0                     |                       |
|                       | Partito Co-operativo                 | 57.785                | 0,6%                  | 1                     | 1                     |                       |
|                       | Indipendenti conservatori            | 44.637                | 0,4%                  | 1                     | 1                     |                       |
|                       | Unionisti Laburisti                  | 30.304                | 0,3%                  | 3                     | 3                     |                       |
|                       | Indipendenti liberali                | 24.985                | 0,2%                  | 0                     | 0                     |                       |
|                       | Agricoltori                          | 19.412                | 0,2%                  | 0                     | 0                     |                       |
|                       | Nazionali Democratici                | 17.991                | 0,2%                  | 0                     | 0                     |                       |
|                       | Laburisti di Belfast                 | 12.164                | 0,1%                  | 0                     | 0                     |                       |
|                       | Socialisti Nazionali                 | 11.013                | 0,1%                  | 1                     | 1                     |                       |
|                       | Highland Land League                 | 8.710                 | 0,1%                  | 0                     | 0                     |                       |
|                       | Partito delle Donne                  | 8.614                 | 0,1%                  | 0                     | 0                     |                       |
|                       | Partito Socialista Britannico        | 8.394                 | 0,1%                  | 0                     | 0                     |                       |
|                       | Indipendenti Democratici             | 8.351                 | 0,1%                  | 0                     | 0                     |                       |
|                       | NADSS                                | 8.287                 | 0,1%                  | 1                     | 1                     |                       |
|                       | Nazionalisti Indipendenti            | 8.351                 | 0,1%                  | 0                     | 0                     |                       |
|                       | Partito Laburista Socialista         | 8.287                 | 0,1%                  | 0                     | 0                     |                       |
|                       | Proibizionisti Scozzesi              | 5.212                 | 0,0%                  | 0                     | 0                     |                       |
|                       | Progressisti Indipendenti            | 5.077                 | 0,0%                  | 0                     | 0                     |                       |
|                       | Indipendenti Laburisti e Agricoltori | 1.927                 | 0,0%                  | 0                     | 0                     |                       |
|                       | Cristiani Socialisti                 | 597                   | 0,0%                  | 0                     | 0                     |                       |